# Нордијска комбинација на Зимским олимпијским играма 1924.
На Зимским олимпијским играма 1924. у Шамонију одржано је такмичење у Нордијској комбинацији појединачно за мушкарце.
Такмичење у скијашком трчању одржано је у суботу 2. фебруара , а у скијашким скоковима у понедељак 4. фебруара 1924. и у обе дисциплине додељене су олимпијске медаље.

## Земље учеснице
Укупно је учествовало 30 такмичара из девет држава.
| Земља                     | Укупно такмичара |
| ------------------------- | ---------------- |
| Чехословачка              | 4                |
| Финска                    | 2                |
| Француска                 | 4                |
| Мађарска                  | 3                |
| Норвешка                  | 4                |
| Пољска                    | 2                |
| Шведска                   | 3                |
| Швајцарска                | 4                |
| Сједињене Америчке Државе | 4                |
| Укупно: 9 НОК-а           | 30               |

## Освајачи медаља
| Злато                  | Сребро                     | Бронза                         |
| Торлиф Хауг · Норвешка | Торалф Стростад · Норвешка | Јохан Гретумсбратен · Норвешка |

## Резултати

### Финални поредак
| Место | Такмичар             | Држава                    | Укупно бодова |
| ----- | -------------------- | ------------------------- | ------------- |
| 1     | Торлиф Хауг          | Норвешка                  | 18.906        |
| 2     | Торалф Стростад      | Норвешка                  | 18.219        |
| 3     | Јохан Гретумсбратен  | Норвешка                  | 17.854        |
| 4     | Харалд Екерн         | Норвешка                  | 17.260        |
| 5     | Аксел-Херман Нилсон  | Шведска                   | 14.063        |
| 6     | Јозеф Адолф          | Чехословачка              | 13.720        |
| 7     | Валтер Бухбергер     | Чехословачка              | 13.625        |
| 8     | Меноти Јакобсон      | Шведска                   | 12.823        |
| 9     | Вернер Еклеф         | Финска                    | 12.583        |
| 10    | Клебер Балма         | Француска                 | 12.333        |
| 11    | Сигурд Оверби        | Сједињене Америчке Државе | 12.219        |
| 11    | Петер Шмид           | Швајцарска                | 12.219        |
| 13    | Јозеф Бим            | Чехословачка              | 12.083        |
| 14    | Александар Жирар-Бил | Швајцарска                | 11.604        |
| 15    | Ханс Ајденбенц       | Швајцарска                | 11.438        |
| 16    | Суло Јаскелаинен     | Финска                    | 11.365        |
| 17    | Ксавиер Афентрангер  | Швајцарска                | 11.188        |
| 18    | Жилбер Раванел       | Француска                 | 11.063        |
| 19    | Ендру Крзептовски    | Пољска                    | 9.531         |
| 20    | Адриен Ванделе       | Француска                 | 8.167         |
| 21    | Андерс Хауген        | Сједињене Америчке Државе | 5.750         |
| 22    | Џон Карлетон         | Сједињене Америчке Државе | 5.104         |
| —     | Рагнар Омтведт       | Сједињене Америчке Државе | Није завршио  |
| —     | Францишек Бујак      | Пољска                    | Није завршио  |
| —     | Нилс Линд            | Шведска                   | Није завршио  |
| —     | Деван Иштван         | Мађарска                  | Није завршио  |
| —     | Аладар Хаберл        | Мађарска                  | Није завршио  |
| —     | Бела Сепеш           | Мађарска                  | Није завршио  |
| —     | Отакар Немецки       | Чехословачка              | Није завршио  |
| —     | Мартијал Паио        | Француска                 | Није завршио  |